# 氧杂降冰片二烯
7-氧杂降冰片二烯（英語：Oxanorbornadiene，缩写OND）是一种分子式为C6H6O的桥环化合物，可看作是1,4-环己二烯的3和6两个位置通过一个氧原子桥链接的产物，也可看作是降冰片二烯的7号位CH2桥被氧原子取代的产物。

## 合成

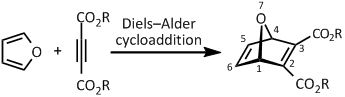
通过狄尔斯–阿尔德反应合成OND二甲酸衍生物

OND本身还未合成，但有某些衍生物已合成，最常见的是7-氧杂降冰片二烯-2,3-二甲酸甲酯, 由呋喃和丁炔二酸二甲酯（DMAD）通过狄尔斯–阿尔德环加成反应生成。